# 1888 en sport
Cet article présente les faits marquants de l'année 1888 en sport.

## Athlétisme
- 13e édition du championnat britannique de cross-country à Manchester. Edward Parry s’impose en individuel ; Birchfield Harriers enlève le titre par équipe.
- Innovation dans l’athlétisme avec la mise au point du départ avec appuis au sol. C’est l’entraîneur américain Michael Murphy qui met au point cette technique. Son sprinter Sherill est le premier à l’utiliser.
- 29 avril : première édition des championnats de France d’Athlétisme. Au programme : 100 m, 400 m, 1 500 m et 120 m haies.
  - René Cavally du RCF enlève le titre sur 100 m et 400 m.
  - Maurice Dezaux (RCF) remporte le 1 500 m et le 4 000 msteeple.
  - Adolphe de Pallisseaux (RCF) le 120 m haies.
- 9e édition des championnats de France AAA d'athlétisme de Grande-Bretagne :
  - L’Américain Fred Westling remporte le 100 yards.
  - Lenox Tindall le 440 yards.
  - Alfred Lemaitre le 880 yards.
  - L’Américain Thomas Cunneff le mile.
  - Edward Parry le 4 miles et le 10 miles.
  - JC Cope le steeplechase.
  - Sherard Joyce le 120 yards haies.
  - George Rowdon le saut en hauteur (1,73 m).
  - Tom Ray et Lat Stones le saut à la perche (3,36 m).
  - L’Américain Alexander Jordan le saut en longueur (6,62 m).
  - Le Canadien George Gray le lancer du poids (13,28 m).
  - L’Irlandais James Mitchell le lancer du marteau (38,00 m)
  - Chritopher Clarke le 7 miles marche.
- 13e édition des championnats d'athlétisme des États-Unis :
  - Fres Westling remporte le 100 yards et le 200 yards.
  - Walter Dohm le 440 yards.
  - Le Canadien George Tracey le 880 yards.
  - Le Canadien GM Gibbs le mile.
  - Thomas Conneff le 5 miles.
  - Alexander Jordan le 120 yards haies.
  - Alfred Copland le 220 yards haies.
  - Daniel Webster le saut en hauteur (1,74 m).
  - Lincoln Godshall le saut à la perche (3,05 m).
  - William Halpin le saut en longueur (7,01 m).
  - Le Canadien George Gray le lancer du poids (13,06 m).
  - L’Irlandais William Barry le lancer du marteau (38,94 m).

## Automobile
- Deuxième édition de la course automobile entre Neuilly et Versailles. Albert de Dion avec une vitesse moyenne de 28,9 km/h et la voiture la marquise défait son partenaire d’affaires Georges Bouton avec qui, il a fondé l'entreprise De Dion-Bouton.

## Aviron
- 24 mars : The Boat Race entre les équipes universitaires d'Oxford et de Cambridge. Cambridge s'impose[1].

## Baseball
- 3 octobre : 
  - 13e édition aux É.-U. du championnat de Baseball de la Ligue nationale. Les New York Giants s’imposent avec 84 victoires et 47 défaites. La moyenne de spectateurs des Giants sur l’ensemble de la saison s’établit pour la première fois au-dessus de la barrière des 5 000.
  - 7e édition aux États-Unis du championnat de Baseball de l'American Association (8 clubs). Les St. Louis Browns s’imposent avec 92 victoires et 43 défaites.
- 16 - 27 octobre : 5e édition aux États-Unis des World's Championship Series de Baseball entre les champions de l'American Association et de la Ligue nationale. Les New York Giants s’imposent (6 victoires, 4 défaites) face aux St. Louis Browns.

## Bobsleigh
- à Andreasberg, un anglais développe le Bob en montant deux glissements de course de suite[2].

## Boxe
- 30 octobre : aux États-Unis, en Virginie, Paddy Duffy devient le premier champion du monde des poids welters en battant au 17e round par KO l'Écossais Billy McMillan[3].
- le champion du monde poids lourds de boxe est John L. Sullivan.
- le champion du monde poids moyens de boxe est Jack (Nonpareil) Dempsey.
- le champion du monde poids welters de boxe est Paddy Duffy.
- le champion du monde poids légers de boxe est Jack McAuliffe.

## Combiné nordique
- 8e édition de la Husebyrennet, l'épreuve est remportée par Torjus Hemmestveit, outre le combiné, ce dernier remporte également les deux compétitions de ski de fond, disputées sur 25 et 50 kilomètres.

## Cricket
- 10/15 février : test match unique de la tournée australienne de l’équipe anglaise de cricket. L’Angleterre bat l’Australie par 126 runs.
- 5 juillet : fondation de Glamorgan County Cricket Club lors d’une réunion à l’Angel Hotel de Cardiff au pays de Galles.
- 16/17 juillet : premier des trois test matches de la tournée anglaise de l’équipe australienne de cricket. L’Australie bat l’Angleterre par 61 runs.
- 13/14 août : 2e des trois test matches de la tournée anglaise de l’équipe australienne de cricket. L’Angleterre bat l’Australie par 137 runs.
- 30/31 août : 3e des trois test matches de la tournée anglaise de l’équipe australienne de cricket. L’Angleterre bat l’Australie par 21 runs. L’Angleterre remporte la série par des Ashes 2-1.
- Fondation du premier championnat de Cricket en Angleterre : The Birmingham Cricket League, ligue locale. Les compétitions étaient jusque-là des coupes ou des compilations de journalistes qui désignaient le champion.
- Après une série de résultats désastreux sur plusieurs saisons, le Derbyshire est déclassé du statut de première classe du championnat de cricket 1888. La compétition est disputée par seulement huit équipes : Gloucestershire, Kent, Lancashire, Middlesex, Nottinghamshire, Surrey, Sussex et Yorkshire. Le Derbyshire récupérera le statut de première classe en 1894 et rejoindra le championnat officiel en 1895.
- Surrey est sacré champion de Cricket en Angleterre.

## Cyclisme
- 21 mars : l’Écossais John Boyd Dunlop invente le pneu qui s’adapte sur les vélos puis sur les autos.
- 29 juillet : inauguration du Vélodrome d'Ordrup de Copenhague[4].

## Football
- 7 janvier : incidents au cours du match de FA Challenge Cup Aston Villa - Preston North End FC. Le stade est déjà plein alors que plusieurs milliers de candidats-spectateurs se pressent aux guichets. Intervention musclée de la police.
- 4 février : 
  - début du British Home Championship, à Crewe (Nantwich Road), l'Angleterre s'impose 1-5 face au pays de Galles. 6 000 spectateurs.
  - à Glasgow (Hampden Park), en finale de la 15e édition de la Coupe d'Écosse, Renton bat Cambuslang, 6-1 devant 10 000 spectateurs.
- 3 mars : à Wrexham (Racecourse Ground), le pays de Galles s'impose 11-0 sur l'Irlande devant 3 500 spectateurs.
- 10 mars : à Édimbourg (Easter Road Park), l'Écosse s'impose 5-1 face au pays de Galles devant 7 000 spectateurs.
- 17 mars : l'Angleterre remporte le British Championship.
- 23 mars : fondation de la Football League après une réunion de sept clubs au Anderton's Hotel de Londres. William McGregor (Aston Villa) est considéré comme le père de la Football League.
- 24 mars : 
  - finale de la 17e FA Challenge Cup (149 inscrits). West Bromwich Albion 2, Preston North End FC 1. 19 000 spectateurs au Kennington Oval. Cette victoire de WBA est la première très grosse surprise de l'histoire. Preston était tellement certain de l'emporter, qu'il avait obtenu la faveur de se faire photographier avec le trophée avant le match… Non, West Bromwich Albion n'avait aucune chance de gagner… Les Baggies s'imposent pourtant, comme ils l'avaient fait un an plus tôt en demi-finale face au même Preston. 
  - à Belfast (Solitude Ground), l'Écosse s'impose 2-10 face à l'Irlande devant 8 000 spectateurs.
- 1er avril :
  - Fondation du club de football hollandais du FC Sparta Rotterdam.
  - Fondation à Glasgow du club de football du Celtic FC.
- 15 avril : en Allemagne, avec un couple d'amis de l'école de Berlin-Tempelhof, les frères Jestram fondent le BFC Germania 1888, le plus ancien club de football encore existant.
- 13 mai : au Brésil, fondation du club sportif de São Paulo Athletic Club comme un club de cricket qui ensuite développera une section football et une de rugby à XV.
- 8 septembre : première journée de la Football League.
- octobre : fondation de la « Combination League » par Newton Heath, Grimsby Town FC, Lincoln City FC, Burslem Port Vale, Crewe Alexandra FC, Bootle FC, Small Heath et Blackburn Olympic.

## Football australien
- South Melbourne remporte le championnat de Football australien de l’État de Victoria. Norwood champion de South Australia.
- Sydney champion de NSW.
- Unions champion du Western.

## Football gaélique
- 1er avril : finale du premier championnat d’Irlande de football Gaélique : Limerick bat Lough.

## Golf
- Inauguration du parcours de golf de Biarritz (France).
- 6/8 octobre : Jack Burns remporte l'Open britannique à l'Old Course de St Andrews.
- sur la compétition amateur qui se déroule sur le parcours du Prestwick Golf Club, victoire de l'Anglais John Ball.

## Hockey sur glace
- 15 mars : le Montreal Hockey Club bat les Victorias de Montréal 2-1 lors des éliminatoires de la saison 1888 de l’AHAC.

## Hurling
- 1er avril : finale du premier championnat d’Irlande de Hurling : Tipperary bat Galway.

## Joute nautique
- J. Sauvaire (dit lou sup) remporte le Grand Prix de la Saint-Louis à Cette.

## Omnisports
- 21 janvier : aux États-Unis, l'Association sportive de l'Union sportive amateur (AAU) est formée. Elle régi le sport aux États-Unis pendant la majeure partie du XXe siècle. C'est un organisme à but non lucratif. Multi-disciplinaire, l'AAU a pour but la promotion et le développement du sport amateur et les programmes d'entretien par le sport.
- 1er juin : fondation par le Baron Pierre de Coubertin du Comité Jules Simon en faveur de la promotion de la pratique de l’éducation physique.
- 16 novembre :  fondation en Hongrie du club de MTK Budapest FC, la gymnastique et l'escrime sont à l'avant-garde du Club de sport bourgeois nouvellement créé.
- Création de l'Association Bourbaki de Pau.

## Pelote basque
- Invention de la grande chistera.

## Rugby à XV
- L'Angleterre est boycottée par les trois autres équipes au Tournoi des quatre nations en raison de leur refus de rejoindre l'International Rugby Board.
- 4 février : le pays de Galles bat l'équipe d'Écosse à Newport grâce à un essai marqué, alors que le match se termine sur un score de parité de zéro partout[5].
- 3 mars : l'Irlande bat le pays de Galles sur le score de 2 à 0 chez elle à Lansdowne Road[6]
- 8 mars : départ d’une sélection anglaise de rugby en tournée pour la Nouvelle-Zélande et l’Australie. Ils y disputent 35 matches, signant 27 victoires, 6 nuls pour seulement 2 défaites.
- 10 mars : l'Écosse l'emporte sur l'Irlande sur le score de 1 à 0 à Édimbourg[7]. Le Tournoi britannique n'est pas terminé à cause du boycott de l'Angleterre par les trois autres équipes, la fédération anglaise ne voulant pas s'affilier au récent International Rugby Football Board.
- 23 juin : premier match de la tournée britannique d’une équipe de Nouvelle-Zélande de Rugby : « The Natives ». Elle compte dans ses rangs 5 joueurs māori. Ces « tourists » étonnent en signant 49 victoires en 74 matches au cours de cette tournée ; quatre matches par semaine étaient au programme !

## Sport hippique
- É.-U. : Macbeth II gagne le Kentucky Derby.
- Angleterre : Ayrshire gagne le Derby.
- Angleterre : Playfair gagne le Grand National.
- Irlande : Theodolite gagne le Derby d'Irlande.
- France : Stuart gagne le Prix du Jockey Club.
- France : Solange gagne le Prix de Diane.
- Australie : Mentor gagne la Melbourne Cup.

## Tennis
12e édition du Tournoi de Wimbledon :
- 9/16 juillet : le Britannique Ernest Renshaw s’impose en simple hommes et sa compatriote Lottie Dod en simple femmes puis les Britanniques Ernest Renshaw et son jumeau William Renshaw gagnent le double.

8e édition du championnat des États-Unis :
- 11/15 juin : l'Américaine Bertha Townsend s’impose en simple femmes.
- 21/28 août : l'Américain Henry Slocum s’impose en simple hommes et ses compatriotes Oliver Campbell et Valentine Hall gagnent  le double puis les Américains Marian Wright associée à Joseph Clark sont victorieux du double mixte.

## Water-polo
- Première édition du championnat britannique de Water-Polo. Burton s’impose.
- Introduction du Water-Polo aux É.-U. qui connaît immédiatement un grand succès.

## Naissances
- 3 janvier : 
  - Arthur Berry, footballeur anglais. († 10 mars 1953).
  - Nils Silfverskiöld, gymnaste suédois. († 18 août 1957).
- 10 janvier : Alfred Birlem, footballeur puis arbitre allemand. († 13 avril 1956).
- 12 janvier : Fritz Kachler, patineur artistique individuel autrichien. († ? 1973).
- 16 janvier : Daniel Norling, gymnaste et cavalier de sauts d'obstacles suédois. († 28 août 1958).
- 19 janvier : Clarence Griffin, joueur de tennis américain. († 28 mars 1973).
- 22 janvier : Marco Torrès, gymnaste français. († 15 janvier 1963).
- 28 janvier : Kaarlo Soinio, gymnaste et footballeur finlandais. († 24 octobre 1960).
- 30 janvier : Eberhardt Illmer, footballeur allemand. († 26 décembre 1955).
- 26 février : Maurice Schilles, cycliste sur piste français. († 24 décembre 1957).
- 27 février : Richard Kohn, footballeur puis entraîneur autrichien. († 16 juin 1963).
- 13 mars : 
  - Nils Frykberg, athlète de demi-fond et de fond suédois. († 13 décembre 1966).
  - Josef Loos, hockeyeur sur glace puis dirigeant sportif bohémien puis tchécoslovaque. († 15 février 1955).
- 15 mars : Sophus Nielsen, footballeur danois. († 6 août 1963).
- 18 mars : Axel Janse, gymnaste suédois. († 18 août 1973).
- 28 mars : Pierre Charpentier, hockeyeur sur glace français. († ?).
- 29 mars : Bror Fock, athlète de fond suédois. († 4 septembre 1964).
- 1er avril : Jean Alavoine, cycliste sur route français. († 18 juillet 1943).
- 4 avril : Tris Speaker, joueur de baseball américain. († 8 décembre 1958).
- 6 avril : William Bailey, cycliste sur piste britannique. († 12 février 1971).
- 12 avril : 
  - Dan Ahearn, athlète de triple saut américain. († 20 décembre 1942).
  - Kaarlo Koskelo, lutteur finlandais. Champion olympique des poids plume aux Jeux de Stockholm 1912. († 21 décembre 1953).
- 13 avril : Auguste Landrieu, gymnaste belge. († ?).
- 17 avril : Jan Vos, footballeur néerlandais. († 25 août 1939).
- 18 avril : Arnold Lunn, skieur alpin puis alpiniste britannique. († 2 juin 1974).
- 19 avril : Marcel Godard, cycliste sur route français. († 28 septembre 1965).
- 30 avril : David Jacobs, athlète de sprint britannique. († 6 juin 1976).
- 11 mai : Jimmy Blair, footballeur écossais. († 28 février 1964).
- 14 mai : Erik Larsson, tireur à la corde suédois. († 23 août 1934).
- 20 mai : Mannes Francken, footballeur néerlandais. († 19 novembre 1948).
- 28 mai : Jim Thorpe, joueur et dirigeant de foot U.S, joueur de baseball, basketteur et athlète d'épreuves combinées américain. († 28 mars 1953).
- 7 juin : Clarence DeMar, athlète de fond américain. († 11 juin 1958).
- 15 juin : Frank Clement, pilote de courses automobile britannique. († 15 février 1970).
- 22 juin : Lo La Chapelle, footballeur néerlandais. († 23 juillet 1966).
- 3 juillet : Emmanuel Gambardella, journaliste et dirigeant sportif français. Présidents de la FFF et de la LFP. († 30 août 1953). Son nom est donné en 1954 à la coupe nationale des juniors.
- 11 juillet : Kurt Stenberg, gymnaste finlandais. († 26 mars 1936).
- 14 juillet : Odile Defraye, cycliste sur route belge. († 21 août 1965).
- 31 juillet : Jean Caujolle, joueur de rugby à XV français. († 30 mars 1943).
- 1er août : Charles Winslow, joueur de tennis sud-africain. († 15 septembre 1963).
- 8 août : Hans von Rosen, cavalier de dressage suédois. († 2 septembre 1952).
- 24 août :
  - Leo Bosschart, footballeur néerlandais. († 9 mai 1951).
  - Genzaburō Noguchi, athlète d'épreuves combinées japonais. († 16 mai 1967).
- 31 août : Gaston Cornereau, épéiste français. († 5 juillet 1944).
- 13 septembre : Fritz Becker, footballeur allemand. († 22 février 1963).
- 15 septembre : Antonio Ascari, pilote de courses automobile italien. († 26 juillet 1926).
- 16 septembre : Karl Gustafsson, footballeur suédois. († 20 février 1960).
- 24 septembre :
  - Victor Delamarre, haltérophile franco-canadien. († 13 mars 1955).
  - Kanken Tōyama, karatéka japonais. († 24 novembre 1966).
- 3 octobre : Jack Peart, footballeur anglais. († 3 septembre 1948).
- 6 octobre : Louis-Bernard Dancausse, joueur de rugby à XV puis dirigeant de football français. Président de l'OM de 1945 à 1951 puis président de la LFP de 1956 à 1961. († 20 mars 1961).
- 10 octobre : Pietro Lana, footballeur italien. († 6 décembre 1950).
- 13 octobre : Raoul Heide, épéiste norvégien. († 21 février 1978).
- 14 octobre : William Cottrill, athlète de demi-fond et de fond britannique. († 26 octobre 1972).
- 24 octobre : Anders Haugen, sauteur à ski, fondeur et skieur de nordique américain. († 17 avril 1984).
- 25 octobre : Léon Tom, épéiste et bobeur belge. († ?).
- 30 octobre : Konstantínos Tsiklitíras, athlète de sauts grec. († 10 février 1913).
- 31 octobre : Andreas Cervin, gymnaste suédois. († 14 février 1972).
- 7 novembre : Reginald McNamara, cycliste sur piste australien puis américain. († 10 octobre 1971).
- 9 novembre : Ernst Wide, athlète de demi-fond et de fond suédois. († 8 avril 1950).
- 12 novembre : Max Breunig, footballeur puis entraîneur allemand. († 4 juillet 1961).
- 16 novembre : Émilien Devic, footballeur français. († 21 août 1944).
- 3 décembre : Algernon Kingscote, joueur de tennis britannique. († 21 décembre 1964).
- 5 décembre : Oskar Wetzell, plongeur finlandais. († 28 novembre 1928).
- 6 décembre : Sven Landberg, gymnaste suédois. († 11 avril 1962).
- 9 décembre : Filippo Bottino, haltérophile italien. († 18 octobre 1969).
- 14 décembre : 
  - Harold Hardwick, nageur australien. († 22 février 1959).
  - Åke Lundeberg, tireur suédois. († 29 mai 1939).
  - Ken Randall, hockeyeur sur glace puis entraîneur canadien. († 17 juin 1947).
- 15 décembre : Marcel Dupuy, cycliste sur piste français. († 19 mai 1960).
- 18 décembre : Mauritz Eriksson, tireur suédois. († 14 février 1947).
- 20 ou 21 décembre : Jean Bouin, athlète de demi fond français. († 29 septembre 1914).
- ? : Sadi Dastarac, footballeur français. († 5 février 1911).
- ? : Giulio Foresti, pilote de courses automobile italien. († ? 1965).
- ? : Lewis Tewanima, athlète de fond américain. († 18 janvier 1969).
- ? : Rudolf Steinweg, pilote de courses automobile allemand. († 2 novembre 1935).
- ? : Auguste Tousset, footballeur français. († ?).
- ? : Bob Whittingham, footballeur anglais. († 9 juin 1926).